# Frederick Ashton
Sir Frederick William Mallandaine Ashton (* 17. September 1904 in Guayaquil, Ecuador; † 18. August 1988 in Eye, Suffolk) war ein englischer Balletttänzer und Choreograf.
Frederick Ashton wuchs in Peru auf. Er beschloss Tänzer zu werden, nachdem er 1917 Anna Pawlowa tanzen sah. Nach seinem Umzug nach England nahm er Unterricht bei Léonide Massine und Marie Rambert.
Von 1926 bis 1937 tanzte er für das Rambert Ballet. Gleichzeitig begann er, ermutigt durch Marie Rambert, seine ersten Schritte als Choreograf.
Ab 1935 arbeitete er auch für Ninette de Valois’ Sadler’s Wells Ballet. Aus dieser Zeit stammen Arbeiten wie Les Patineurs (1937), Scene de ballet (1948), Ondine (1958) und seine wahrscheinlich berühmteste Choreografie La Fille mal gardée (1960). Von 1964 bis 1970 war er leitender Direktor des Royal Ballet in London.
Zu seinen späten Auftritten als Tänzer gehören seine Rolle als eine der „hässlichen Schwestern“ in Kenneth MacMillans Cinderella.
1962 wurde er für seine Dienste um das Ballet zum Ritter geschlagen und als Commander in den Order of the British Empire aufgenommen. Seit dem gleichen Jahr gehört er auch der französischen Ehrenlegion an.